# Livets konflikter
Livets konflikter – szwedzki niemy film dramatyczny z 1913 roku w reżyserii Victora Sjöströma i Mauritza Stillera.

## Obsada
- Nils Ahrén – Charles von Barton
- Ivar Kåge – Carsten Berner
- Richard Lund – Berchtold
- Greta Pfeil – Lila
- Victor Sjöström – Otto Berner
- Jenny Tschernichin-Larsson – Pani von Barton